# Kazimiera Świętochowska
Kazimiera Tyszka-Świętochowska (ur. 20 października 1902 w Warszawie, zm. 7 października 1993 w Warszawie) – polska harcmistrzyni i działaczka społeczna, posłanka do Krajowej Rady Narodowej (1945–1947) i do Sejmu Ustawodawczego (1947–1952).

## Życiorys
W 1921 zdała egzamin dojrzałości w Warszawie. Od 1921 do 1924 studiowała psychologię na Wydziale Filozofii Uniwersytetu Warszawskiego (kontynuowała studia na tajnych kompletach w latach 1941–1943). Od 1918 do 1941 działała w Związku Harcerstwa Polskiego, była m.in. komendantem Chorągwi Mazowieckiej. Współpracowała z Organizacją Czerwonego Harcerstwa. Od 1935 do 1937 kierowała Wydziałem Ogrodów Jordanowskich w Warszawskim Towarzystwie Ogrodów Jordanowskich, później do wybuchu II wojny światowej stała na czele Wydziału Programowego Centralnego Towarzystwa Ogrodów Jordanowskich, gdzie była również inspektorem ośrodków pracy. W czasie II wojny światowej pracowała dla PCK, kierowała również ośrodkami dziecięcymi w WSM Żoliborz i Rakowiec. Stała na czele organizacji ds. dzieci przy Radzie Głównej Opiekuńczej. Od 1944 do 1945 sekretarz generalny KC OM TUR oraz członek Zarządu Głównego RTPD. W 1945 nominowana do Krajowej Rady Narodowej. Dwa lata później uzyskała mandat posłanki na Sejm Ustawodawczy RP w okręgu Biskupiec. Zasiadała w Komisji Oświatowej Sejmu. Jako posłanka reprezentowała Polską Partię Socjalistyczną, która w 1948 współtworzyła Polską Zjednoczoną Partię Robotniczą. W grudniu 1983 wyróżniona Pamiątkowym Medalem z okazji 40. rocznicy powstania Krajowej Rady Narodowej.